# Canal de la Giudecca
Le Canal de la Giudecca fut anciennement appelé delle Zattere (des radeaux) ou Carbonaria, d'après les radeaux chargés de charbon qui y arrivèrent mais encore Canale Vigano, du lat. vicus : bourg, village.
Il est, avec le Grand Canal, l'un des grands canaux qui se jette dans le bassin de Saint-Marc à Venise. Il est situé au nord de l'île de la Giudecca et scinde le sestiere de Dorsoduro en deux.
Normalement, tous les grands navires de croisière passent par ici pour se rendre au port. La largeur du canal varie entre 150 et 250 mètres et monte à 400 mètres entre Zattere et Zitelle, tandis que sa longueur est proche de 3 km.

## Affluents

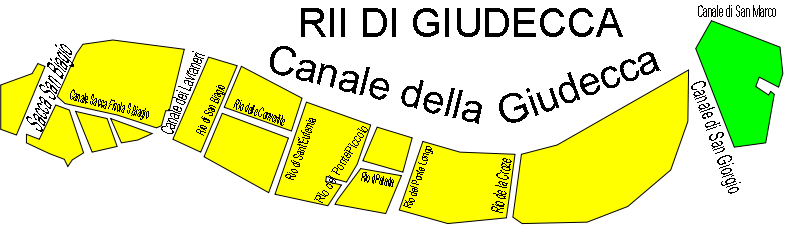
Canaux de Giudecca.

Pratiquement tous les rios de Giudecca aboutissent dans ce canal. D'ouest en est :
- Canale di San Giorgio (limite avec Dorsoduro)
- Rio de la Croze
- Rio del Ponte Longo
- Rio del Ponte Piccolo
- Rio de Sant'Eufemia
- Rio de San Biagio
- Rio dei Lavraneri

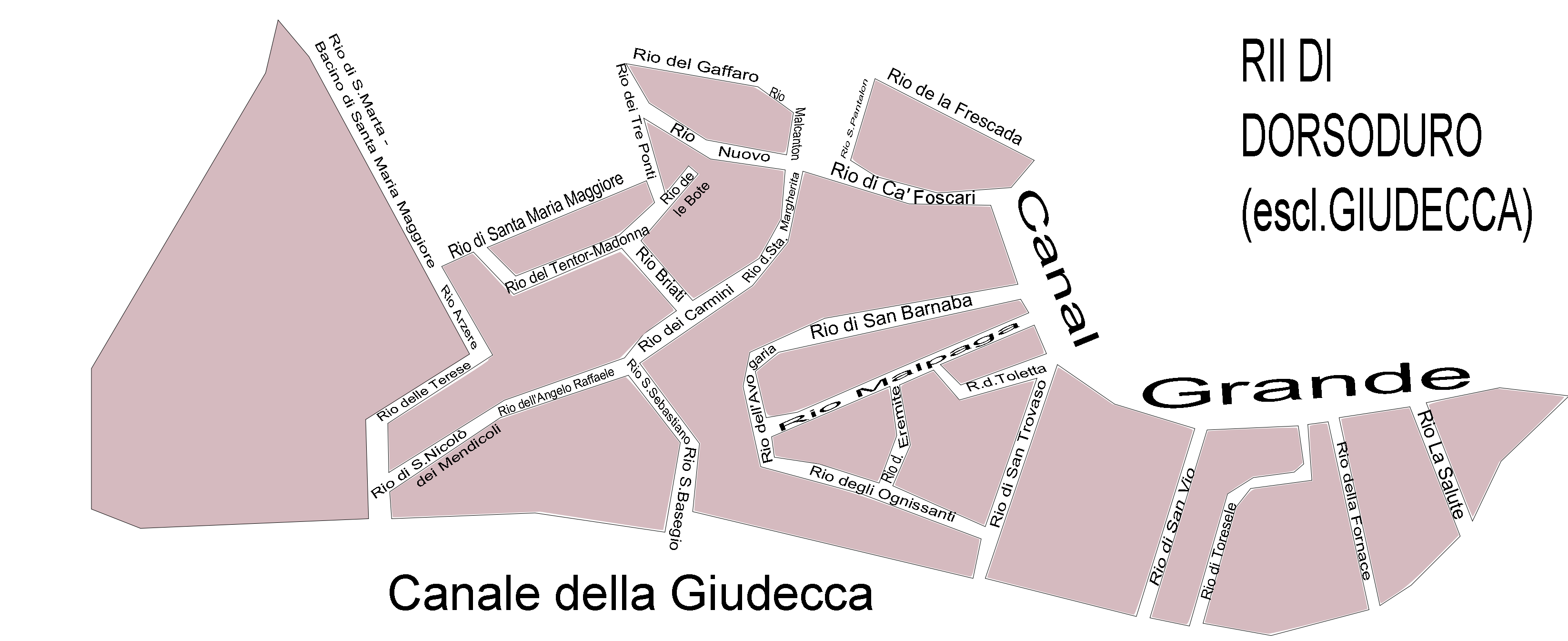
Canaux de Dorsoduro.

Tous les rio du sud du Dorsoduro aboutissent également dans ce canal. D'ouest en est :
- Rio di San Nicolo' dei Mendicoli
- Rio de San Basegio
- Rio de San Trovaso
- Rio de San Vio
- Rio de le Toresele
- Rio de la Fornaze (ou de San Gregorio)
- Rio de la Salute

## Curiosités
Les principales constructions le long de ce canal sont, au sud sur Giudecca, d'ouest en est :

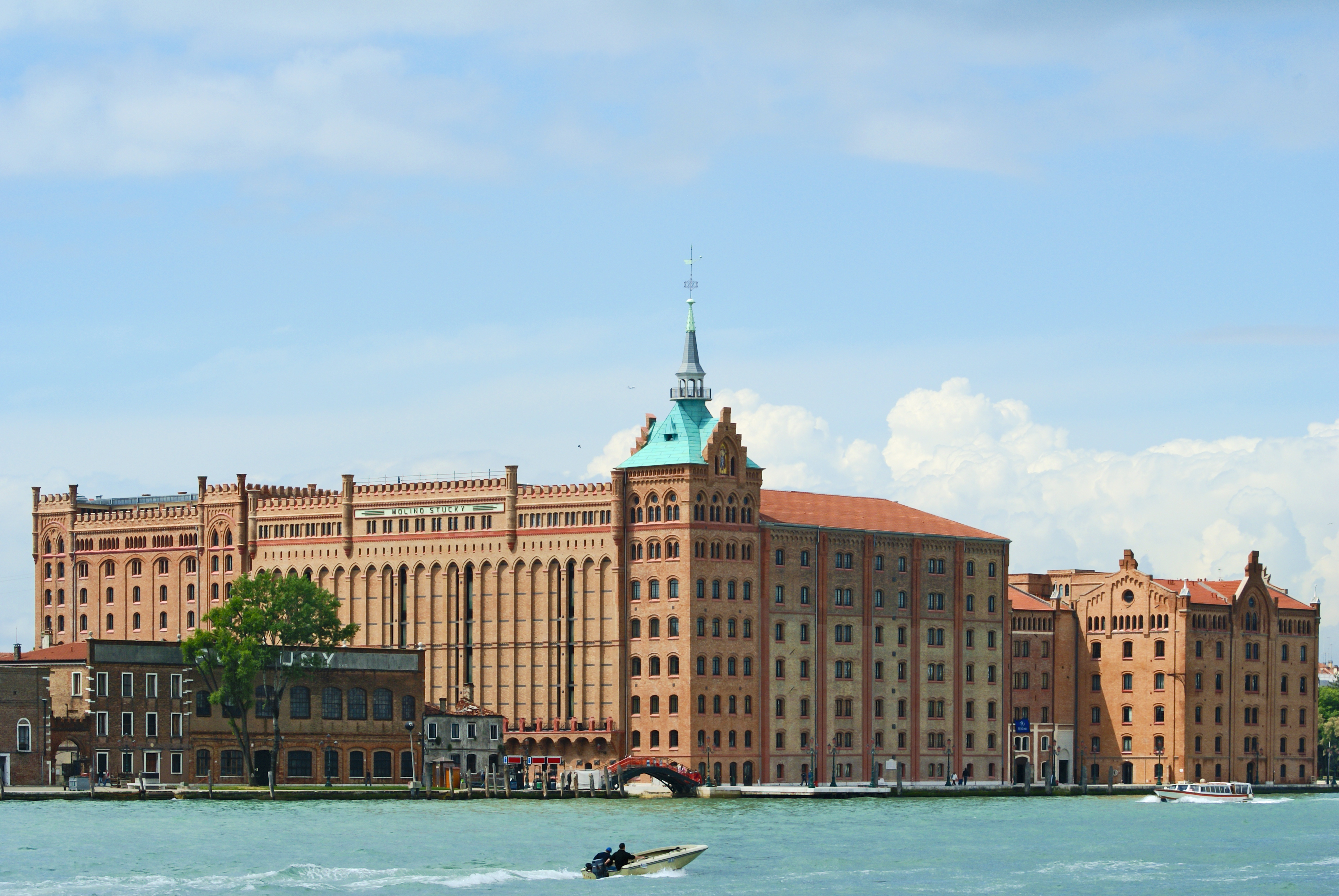
Moulin Stucky, moulins à farine (1895) convertis en hôtel de luxe
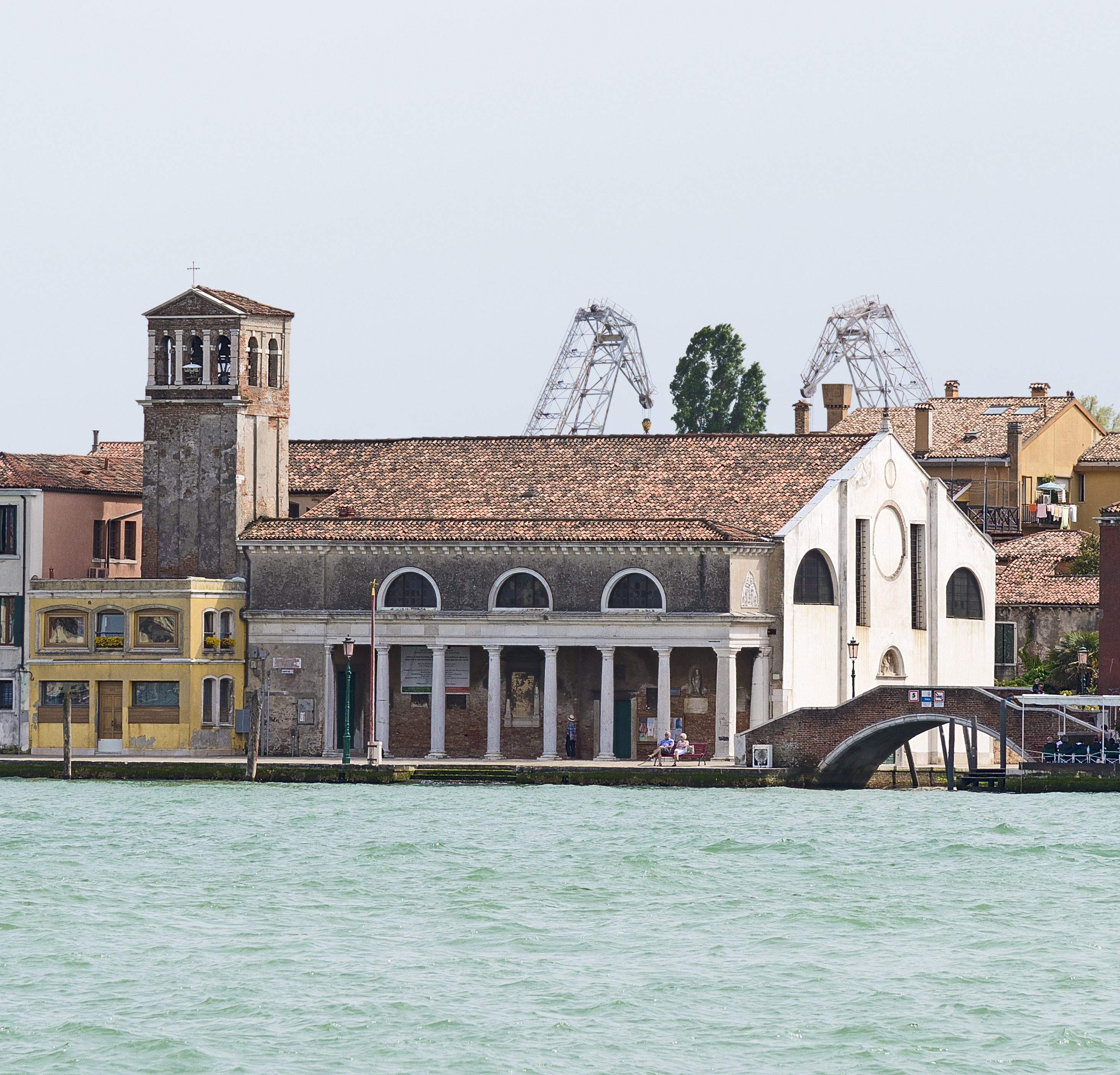
L'église Sant'Eufemia
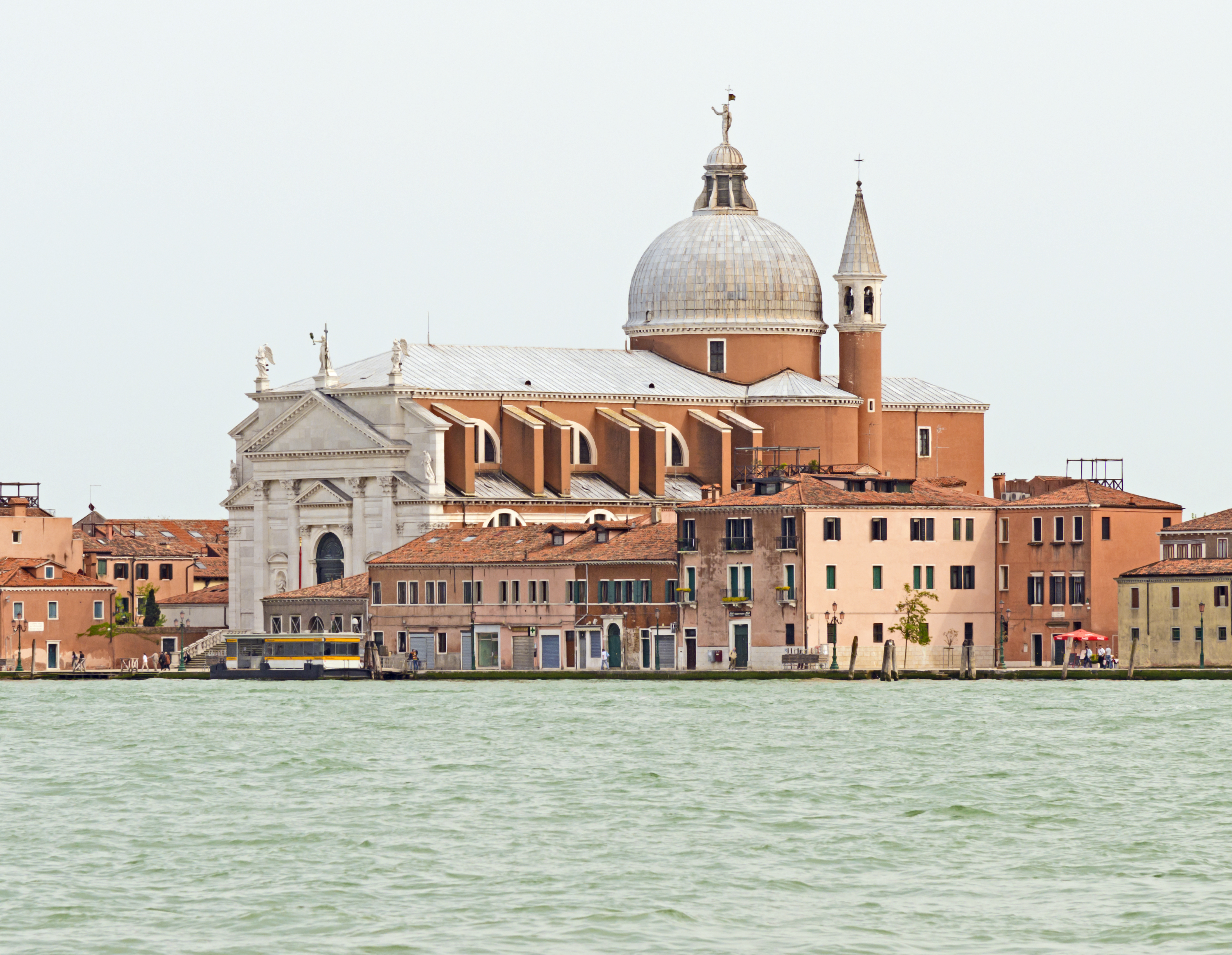
L'Église du Rédempteur
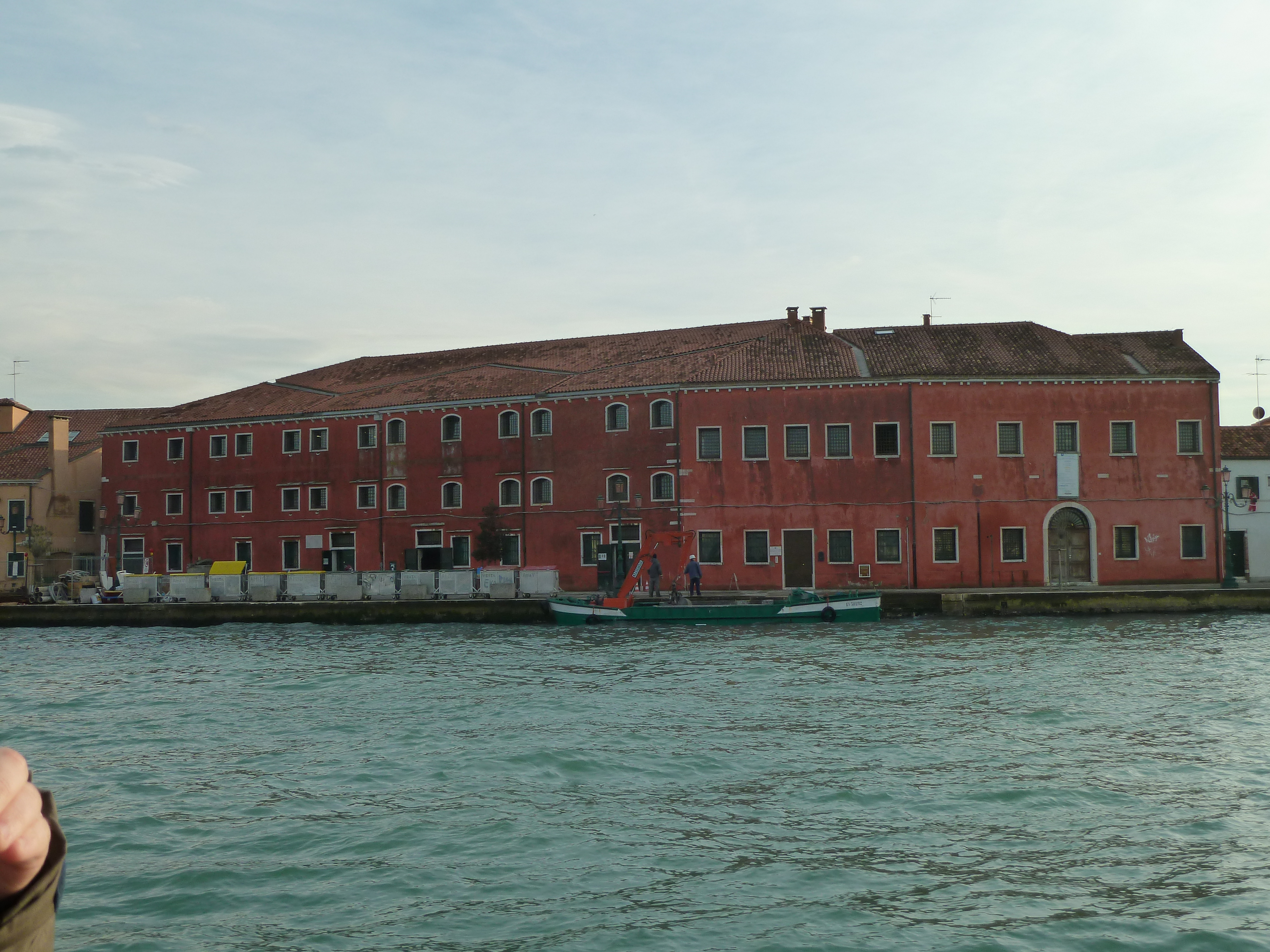
Les archives d'État
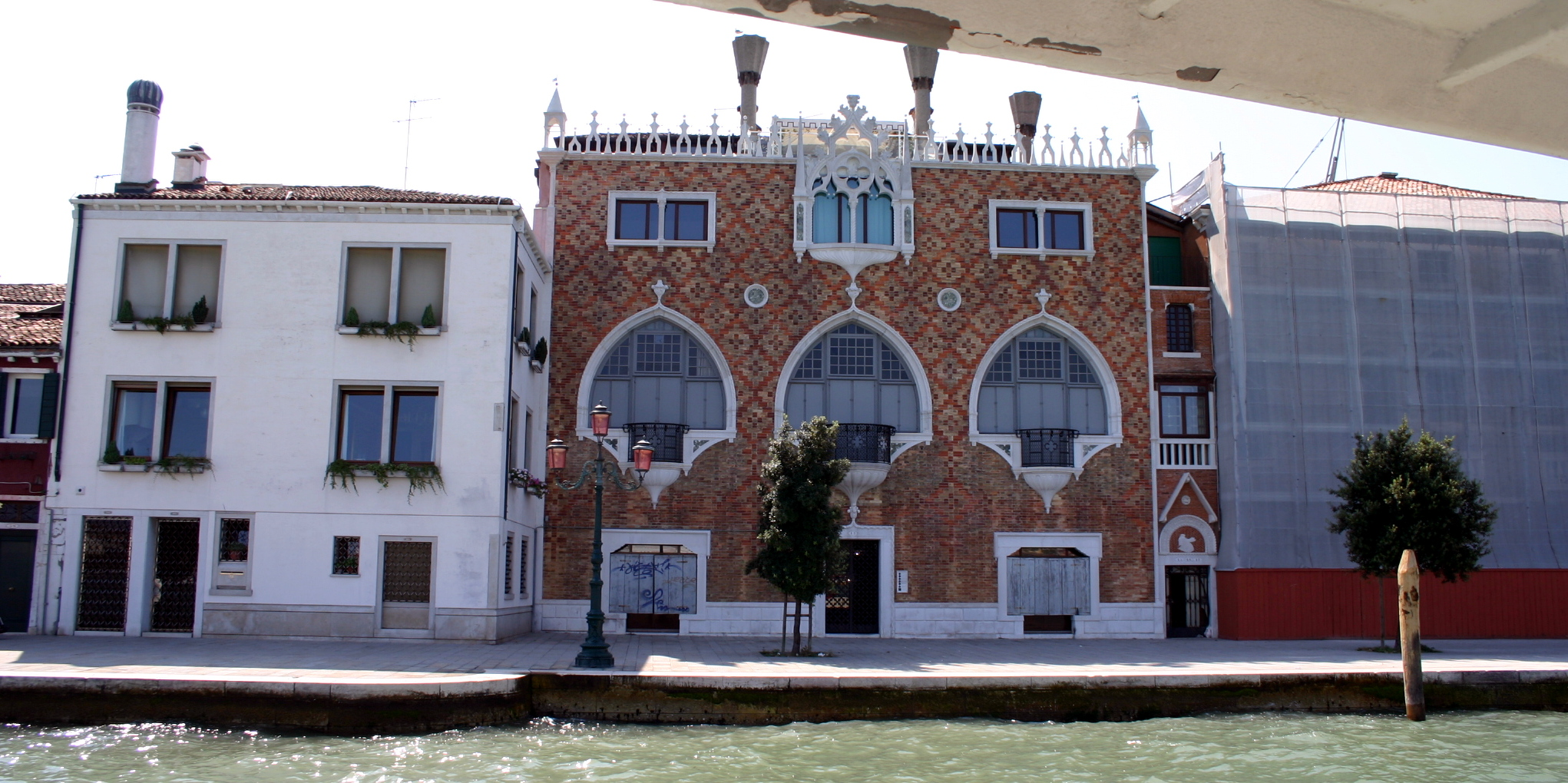
La casa dei Tre Oci
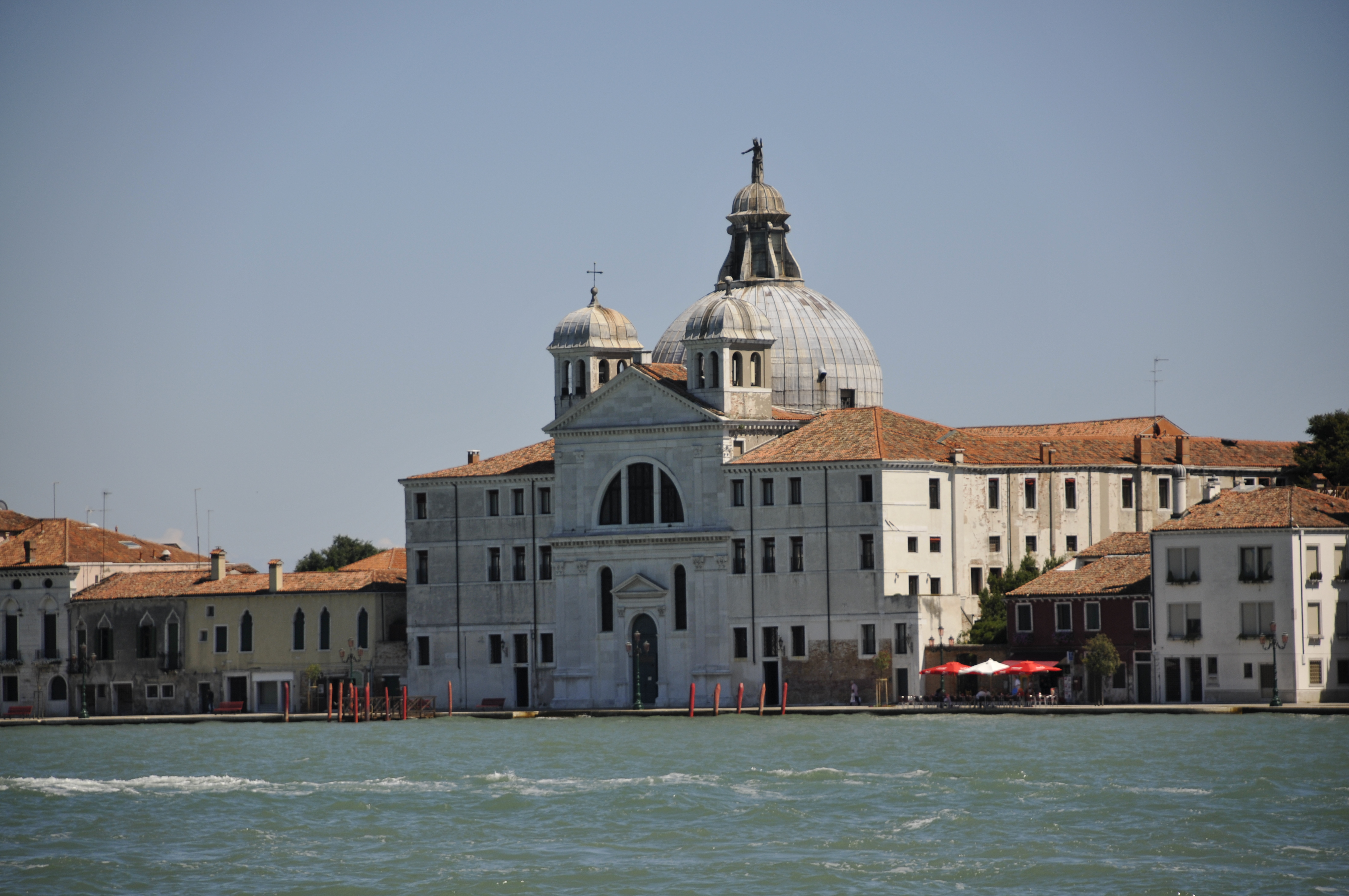
L'Église des Zitelle

Et au nord, sur les Zattere (Dorsoduro), d'ouest en est :

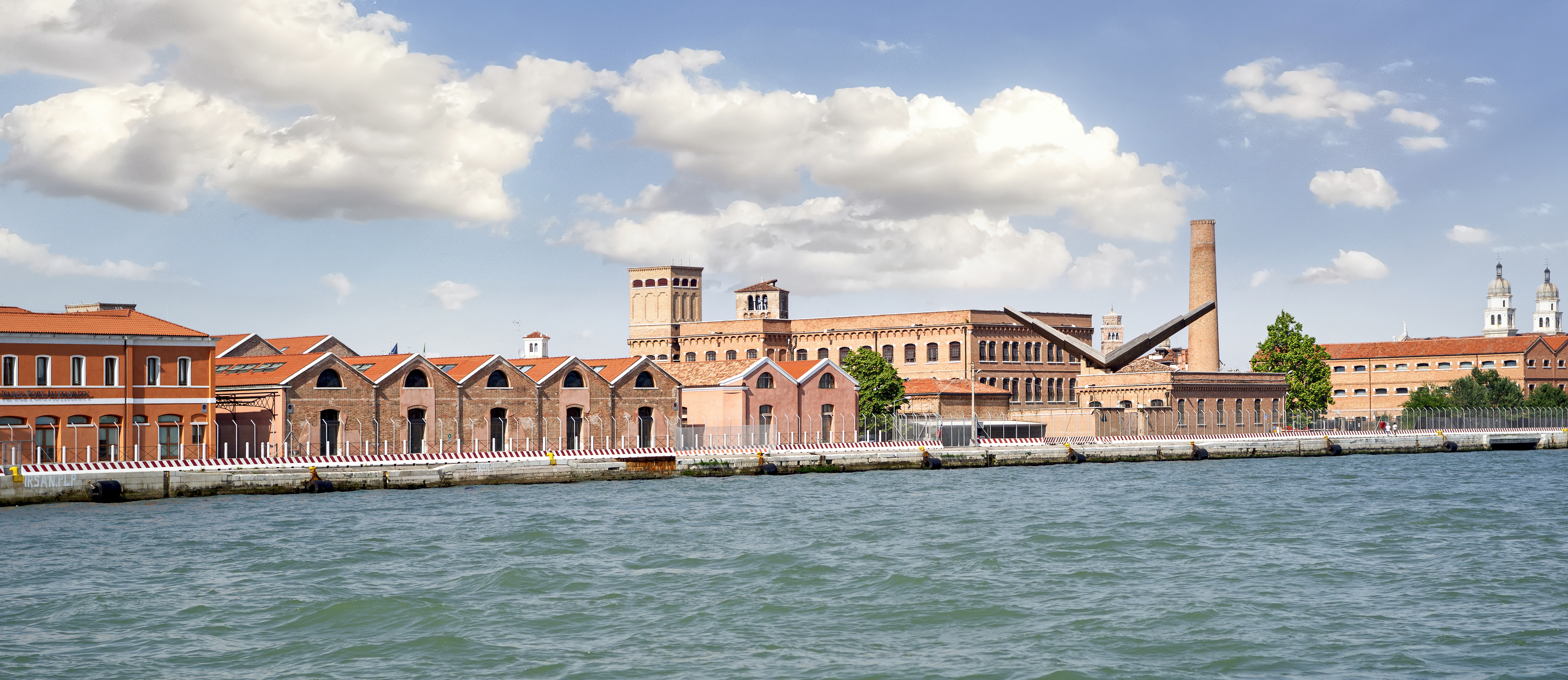
Du Port à San Basilio
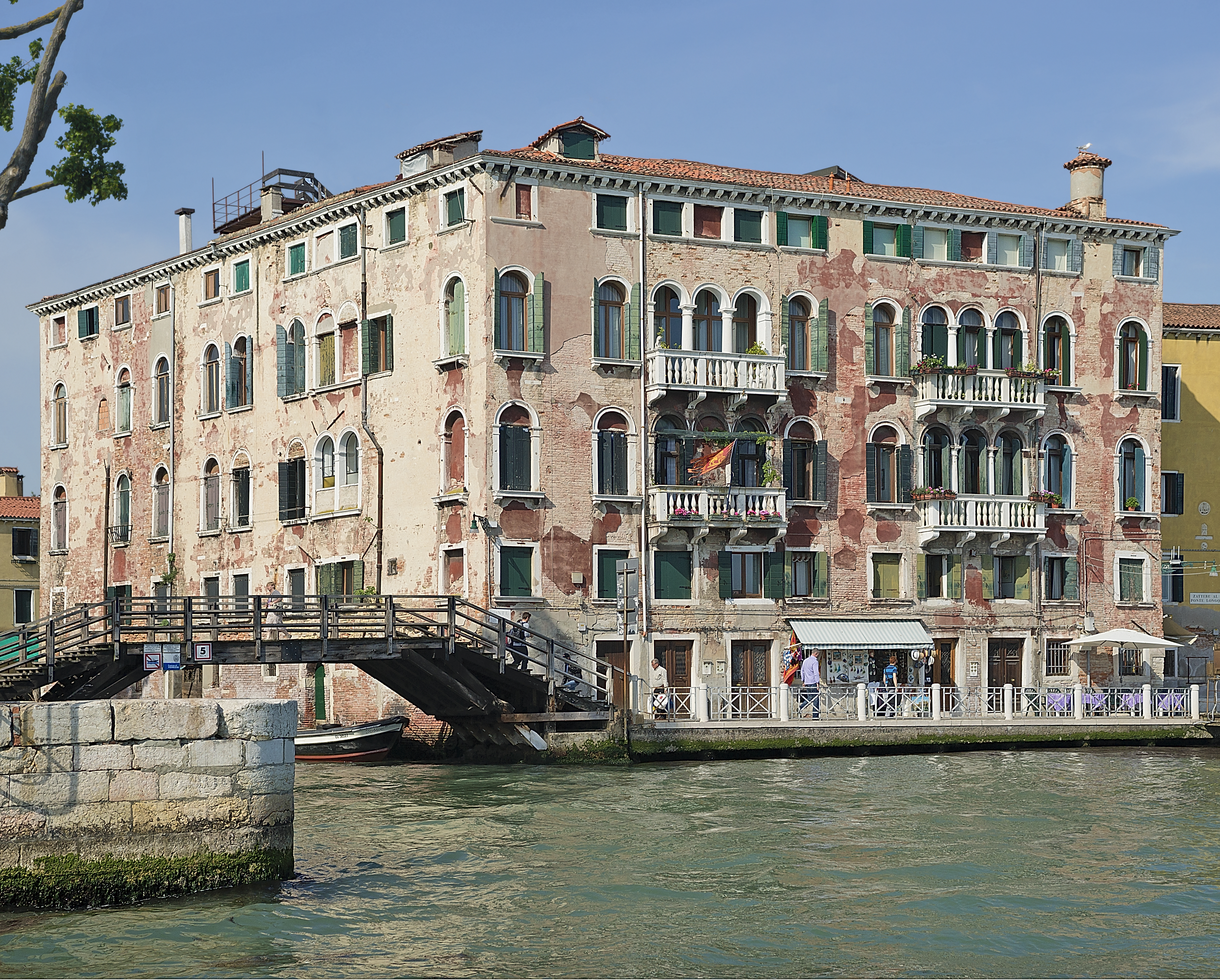
Le palais Molin
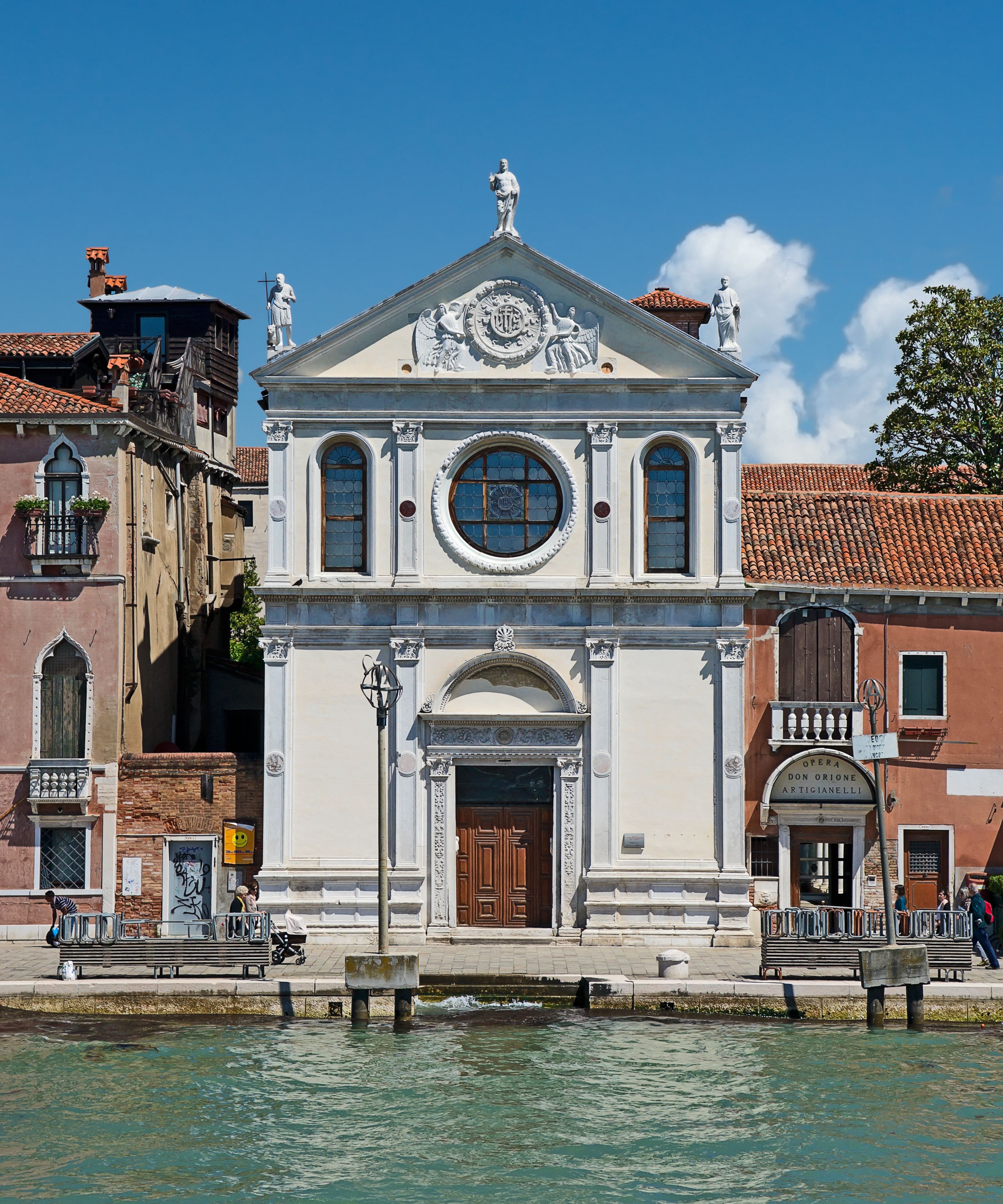
L'église de la Visitation
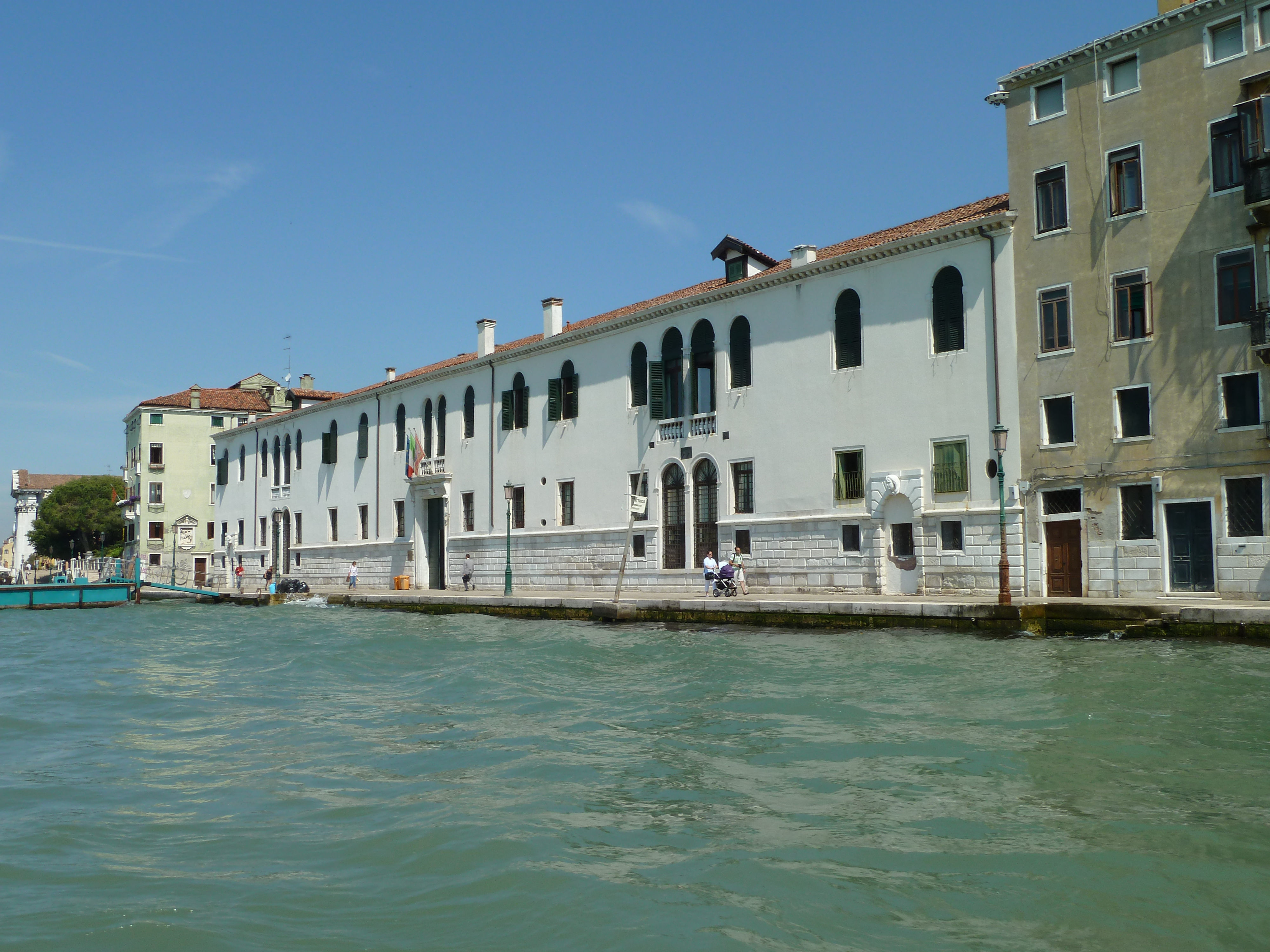
L'ancien hôpital des Incurabili
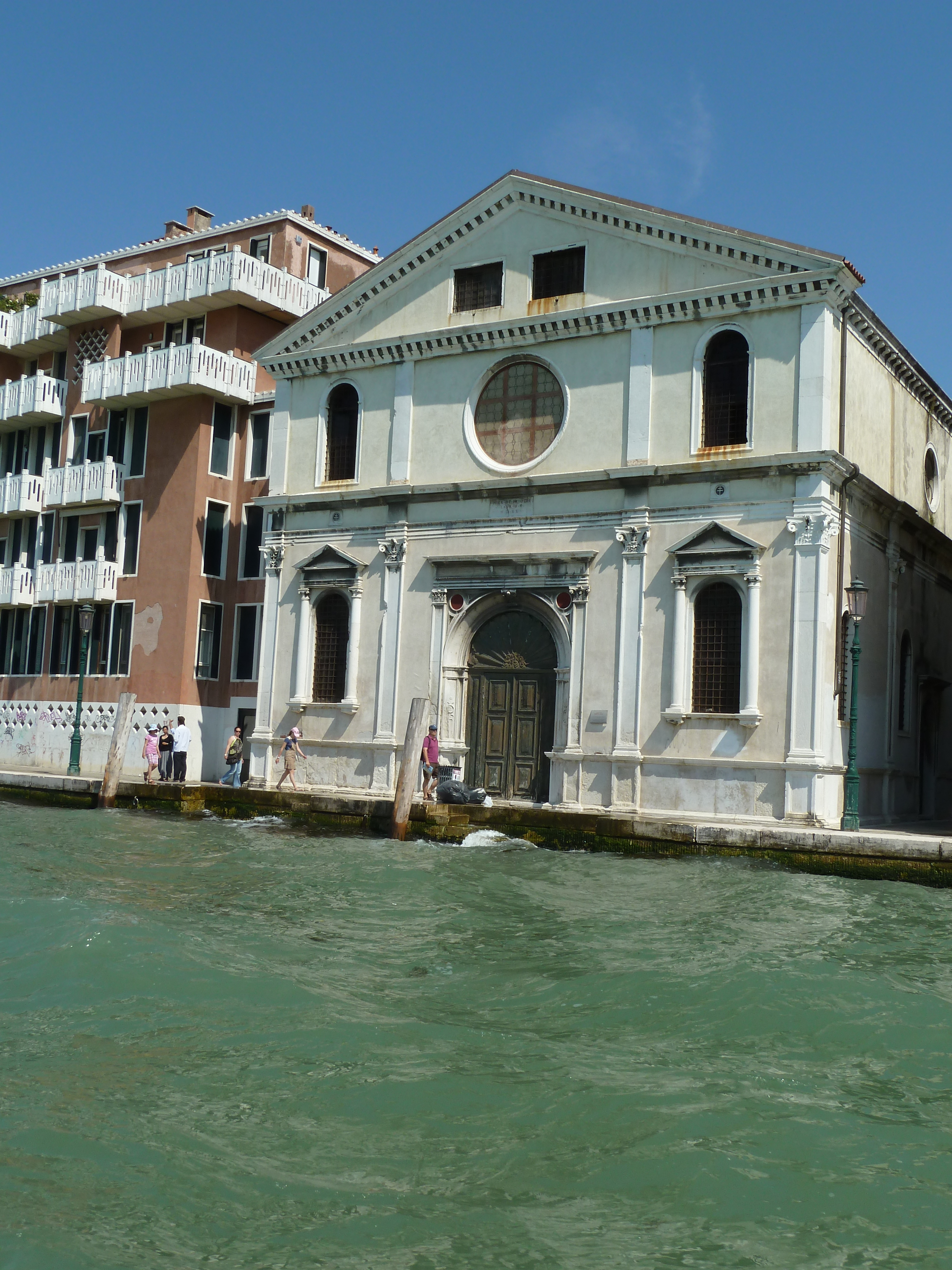
L'église du Spirito Santo
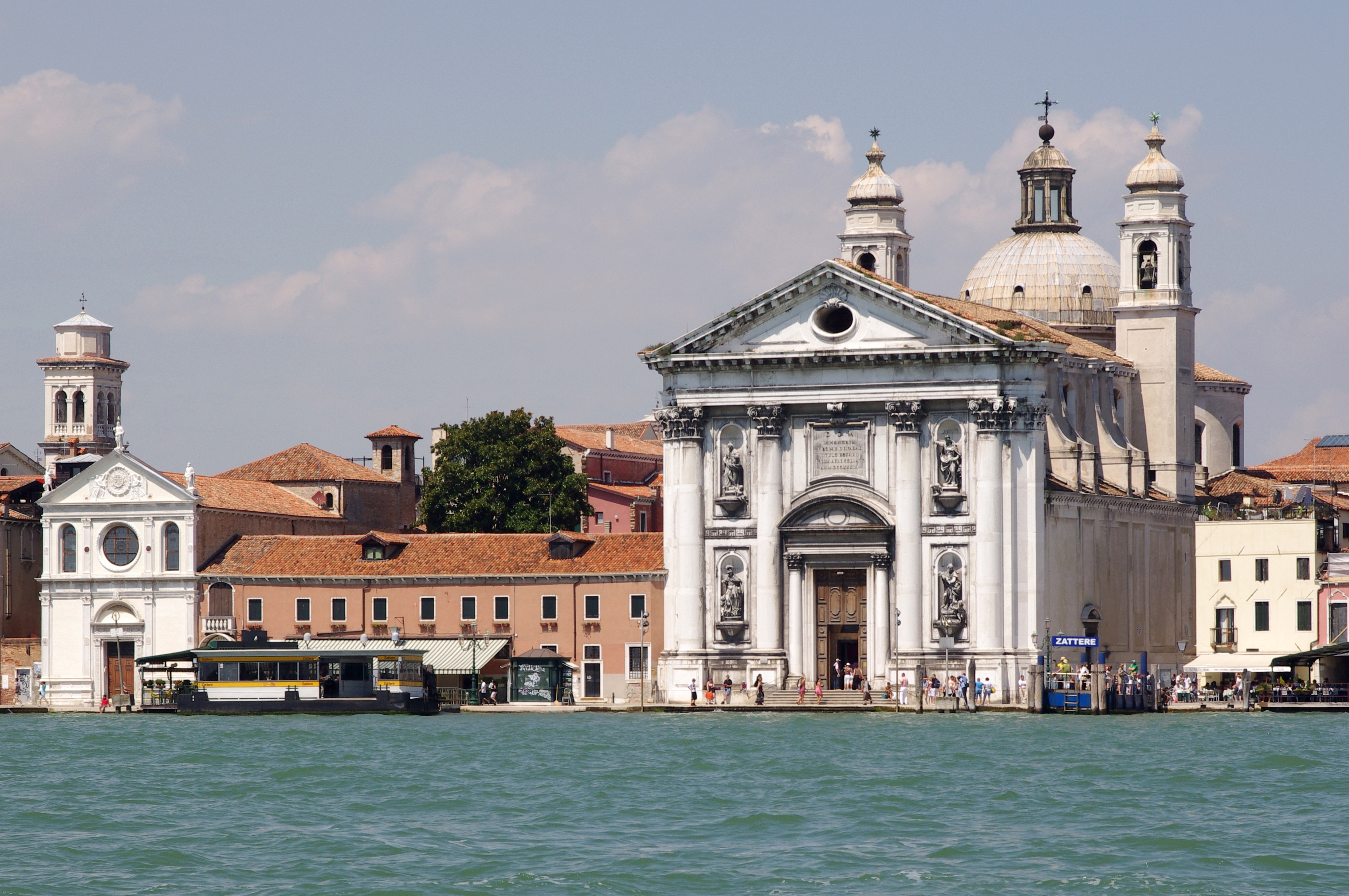
L'église Gesuati ou Santa Maria del Rosario
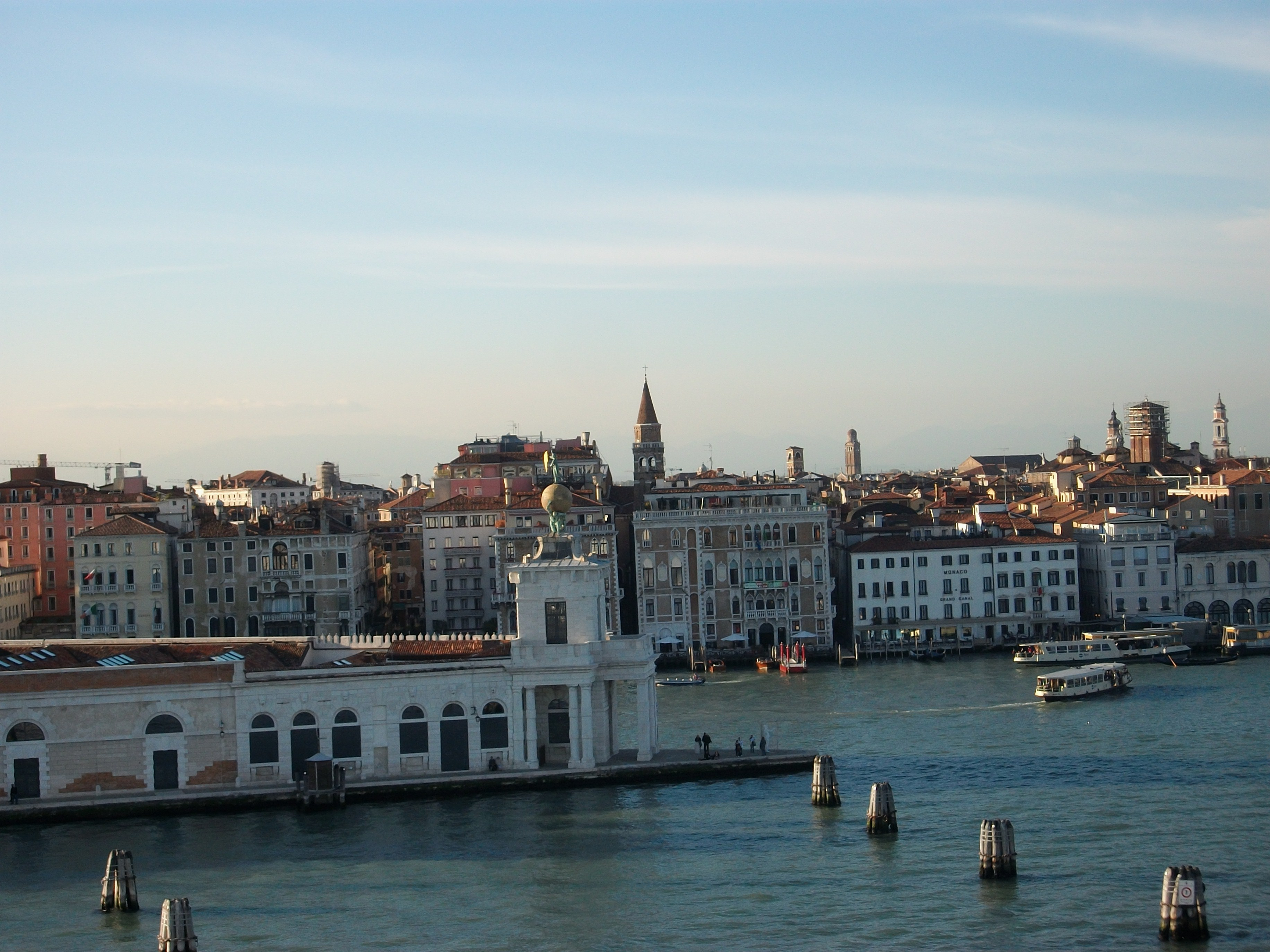
La douane de mer